# مو بامبا
مو بامبا (انگلیسی: Mo Bamba؛ زادهٔ ۱۲ مهٔ ۱۹۹۸) بازیکن بسکتبال اهل ایالات متحده آمریکا است.
از باشگاه‌هایی که در آن بازی کرده‌است می‌توان به اورلندو مجیک اشاره کرد.
وی در مسابقات کشوری و بین‌المللی در مجموع برندهٔ ۱ مدال طلا شده‌است.